# ジャック＝シャルル・デュポン・ド・ルール

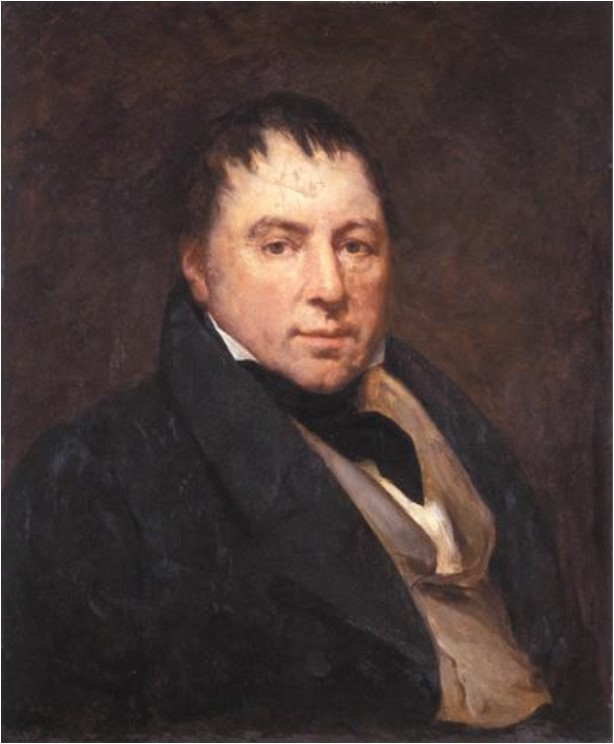
ジャック＝シャルル・デュポン・ド・ルール

ジャック＝シャルル・デュポン・ド・ルール（仏: Jacques-Charles Dupont de l'Eure、1767年2月27日 - 1855年3月3日）は、フランスの法律家、政治家で、1848年の二月革命後、臨時政府閣僚評議会議長（Président du Conseil des ministres）を務めた。

## 生涯
1767年2月27日、ウール県ヌーブールで生まれた。フランス革命勃発時（1789年）にはノルマンディー高等法院の付属弁護士であった。第一共和政からナポレオン・ボナパルトの第一帝政にかけて、ルーヴィエ、ルーアン、エヴルーで司法関連の官職を務めた。総裁政府期の1798年に政界に入り、五百人会議員を務めた。
1813年に立法院議員となり、ナポレオンの百日天下（1815年）で代議院副議長に選出される。同年に第七次対仏大同盟の対仏連合軍がパリに入城した際、代議院を代表して、フランス革命によって打ち立てられた自由の諸権利を維持すべきとする申告書を著し、連合軍との交渉におけるフランス代表団の一員に選ばれた。
ルイ18世の復位によって成立した復古王政期からルイ・フィリップ1世の七月王政の期間、デュポン・ド・ルールは継続して代議院議員を務め（具体的には1817年から1849年まで）、この間一貫して野党の自由主義派の一員として行動し、院内における同グループの事実上の領袖であった。1830年に短期間司法大臣に就任したが、ほかの閣僚との折り合いが合わず数か月で辞任し、再び野党に身を置くこととなった。
1848年の二月革命にあたり、議会の最年長者として臨時政府議長を務めた。1849年フランス議会選挙で再選に失敗すると、政界から引退した。1855年に死去した。

## 評価
デュポン・ド・ルールは、その政治生活において、一貫して自由主義、立憲主義の擁護を主張し、同時代人の尊敬を得、人々をして「フランスのアリステイデス」と呼ばれるに至った。